# Kawaniši E15K
Kawaniši E15K1 byl průzkumný plovákový letoun japonského císařského námořního letectva z období druhé světové války. Jako dlouhý název obdržel předběžné jméno: rychlý průzkumný hydroplán typu 2 (japonsky 仮称二式高速水上偵察機, Kašó nišiki kósoku suidžó teisacuki), ale protože tento systém byl v roce 1943 opuštěn, byl znám pod bojovým jménem Šiun (japonsky 紫雲, Fialový mrak). Byl zamýšlen jako průzkumný letoun pro lehké křižníky třídy Ójodo, které s jeho pomocí měly plnit roli vůdčích lodí flotil ponorek.
Několik E15K1 bylo v roce 1944 vysláno na Palau, kde operovaly ze základny na ostrově Arakabesan a zúčastnily se bojů o Mariany a Palau. Spojenci mu přidělili kódové jméno Norm.

## Vývoj
Počátky E15K sahají do roku 1939, kdy byly vypsány požadavky 14-ši japonského námořního letectva. První prototyp vzlétl 5. prosince roku 1941 a námořní letectvo jej v říjnu 1942 převzalo ke zkouškám. Ukázalo se, že se jedná o poruchový stroj, který měl řadu závad, navíc zakrátko havaroval. Po opravě s přidanou pomocnou kýlovou plochou pod trupem pokračoval v testovacích letech.
Odstraňování závad nebralo konce, takže nakonec bylo vyrobeno pouze 6 prototypů a 9 sériových kusů s motory MK-4S Kasei 24 o výkonu 1360 kW.

## Specifikace

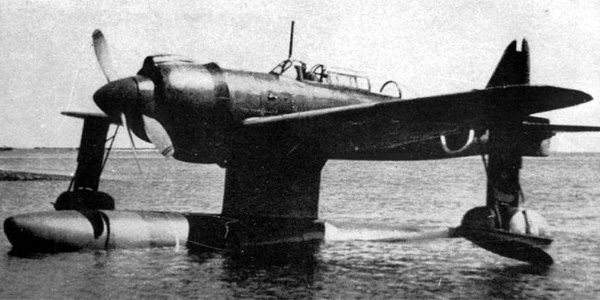
Kawaniši E15K

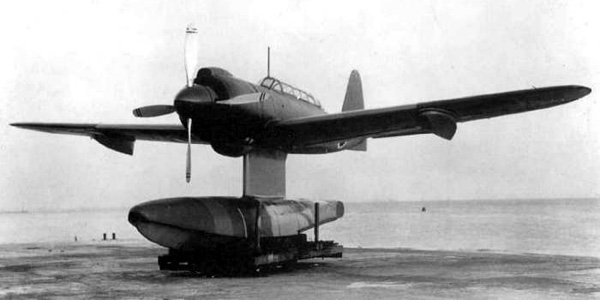
Kawaniši E15K

### Technické údaje
- Posádka: 2
- Délka: 11,587 m[2]
- Rozpětí: 14,00 m[2]
- Výška: 4,95 m[2]
- Plocha křídel: 30,00 m²[2]
- Plošné zatížení: 136,7 kg/m²[2]
- Prázdná hmotnost: 3165 kg[2]
- Max. vzletová hmotnost : 4900 kg[2]
- Pohonná jednotka:
  - 1× hvězdicový Micubiši MK4D Kasei 14 o výkonu 1500 k (1119 kW) při startu a 1480 k (1104 kW) v 5500 metrech[2] pohánějící dvě dvoulisté protiběžné vrtule.
  - později 1× MK4S Kasei 24 o výkonu 1850 k (1380 kW) při startu a 1540 k (1148 kW) v 5500 metrech.[2]

### Výkony
- Cestovní rychlost: 160 uzlů (296,3 km/h) ve 2500 metrech[2]
- Maximální rychlost: 253 uzlů (468,6 km/h) v 5700 metrech (s plovákem)[2]
- Dolet: 1820 námořních mil (3370,6 km)[2]
- Dostup: 9830 m[2]
- Stoupavost: 6000 m / 10 min[2]

### Výzbroj
- 1 × pohyblivý kulomet typu 92 ráže 7,7 mm[2]
- 2 × 60kg bomb[2]